# Mines d'argent de La Croix-aux-Mines
Les mines d'argent de La Croix-aux-Mines sont un ancien site minier d'extraction de l'argent situé à La Croix-aux-Mines, à l'Est du département français des Vosges, et dont l'existence est attestée depuis le Xe siècle. Aujourd'hui fermées, elles ont connu deux grandes périodes d'activité, la plus importante aux XVe et XVIe siècles, la seconde fin XVIIe et XVIIIe siècles. 
Seule la mine Saint Joseph reste accessible aux visiteurs, en lien avec le musée adjacent, ouvert en 2012.

## Histoire

### Dessins de Heinrich Gross (XVIesiècle)
Ces dessins, dont il en reste 25, ont été réalisés par Heinrich Gross à l'attention du duc de Lorraine venant visiter ses mines à La Croix-aux-Mines en 1529. Les dessins constituent un véritable reportage au cœur des installations minières de l'époque. Aussi, constituent-ils, encore aujourd'hui, une solide référence du travail des mines au XVIe siècle.
Les originaux sont conservés au musée de l’École des Beaux Arts à Paris.

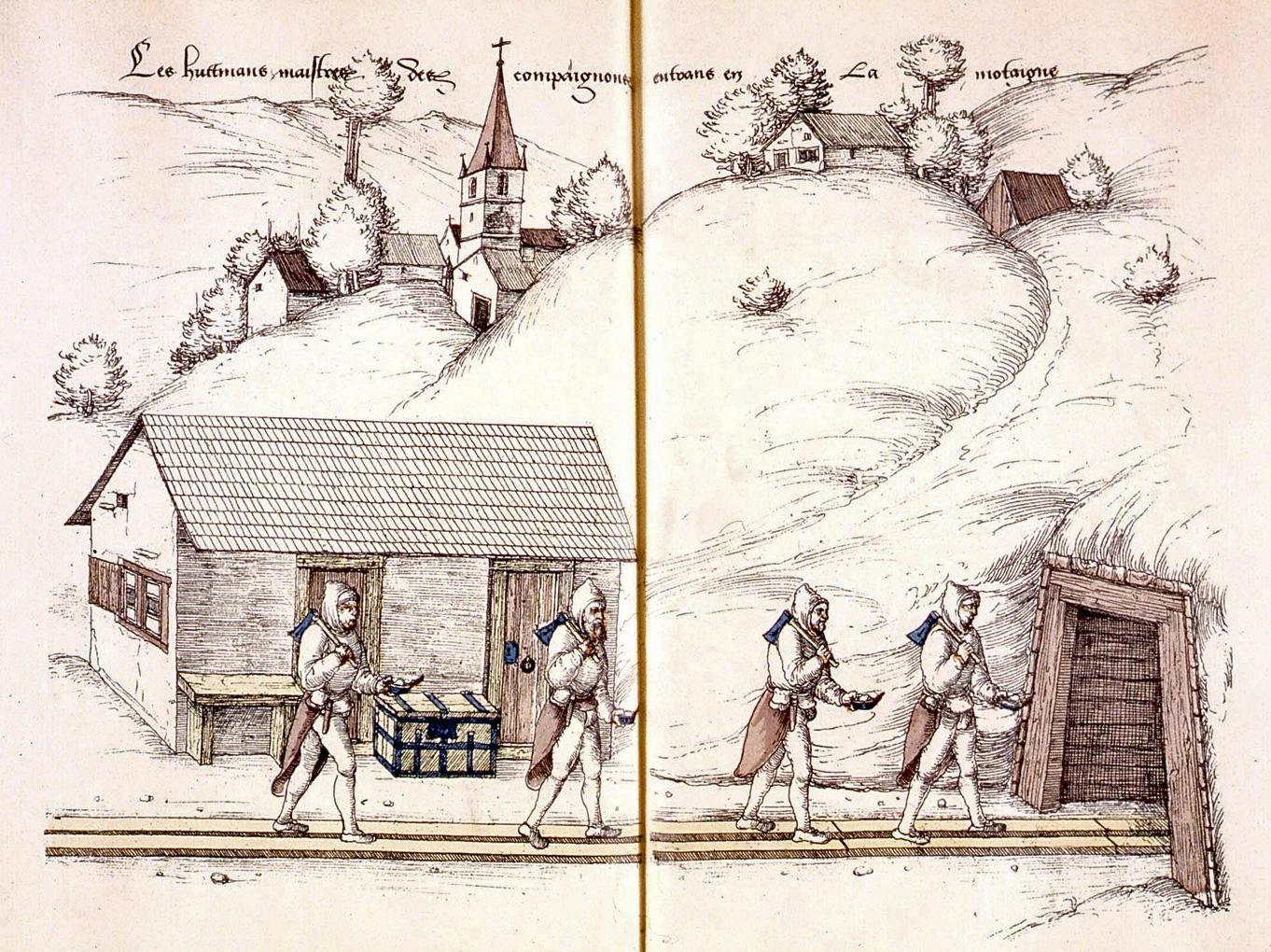
Les Huttmanns maîtres des compagnons entrans en la montagne.
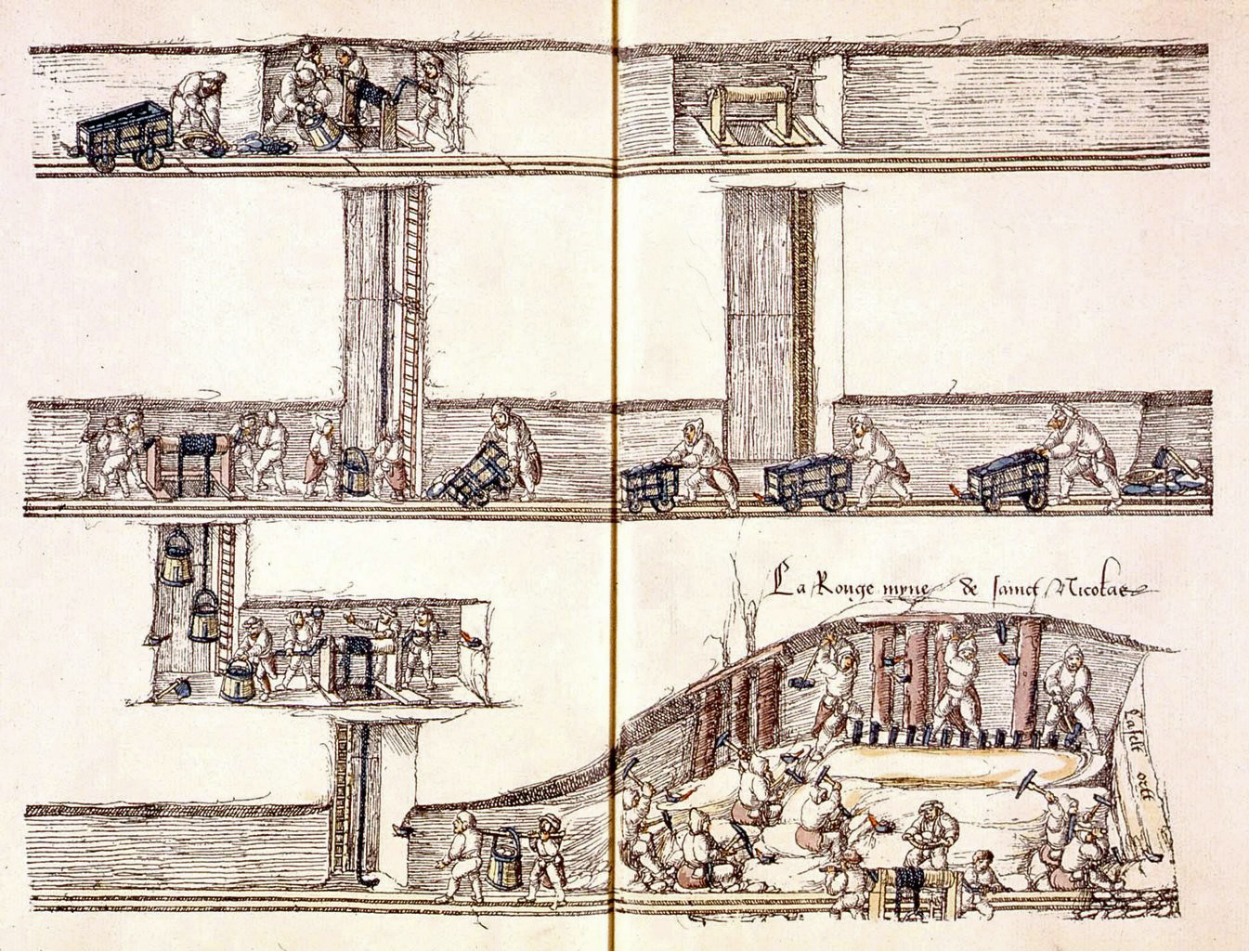
Les galeries de la Mine Saint-Nicolas.
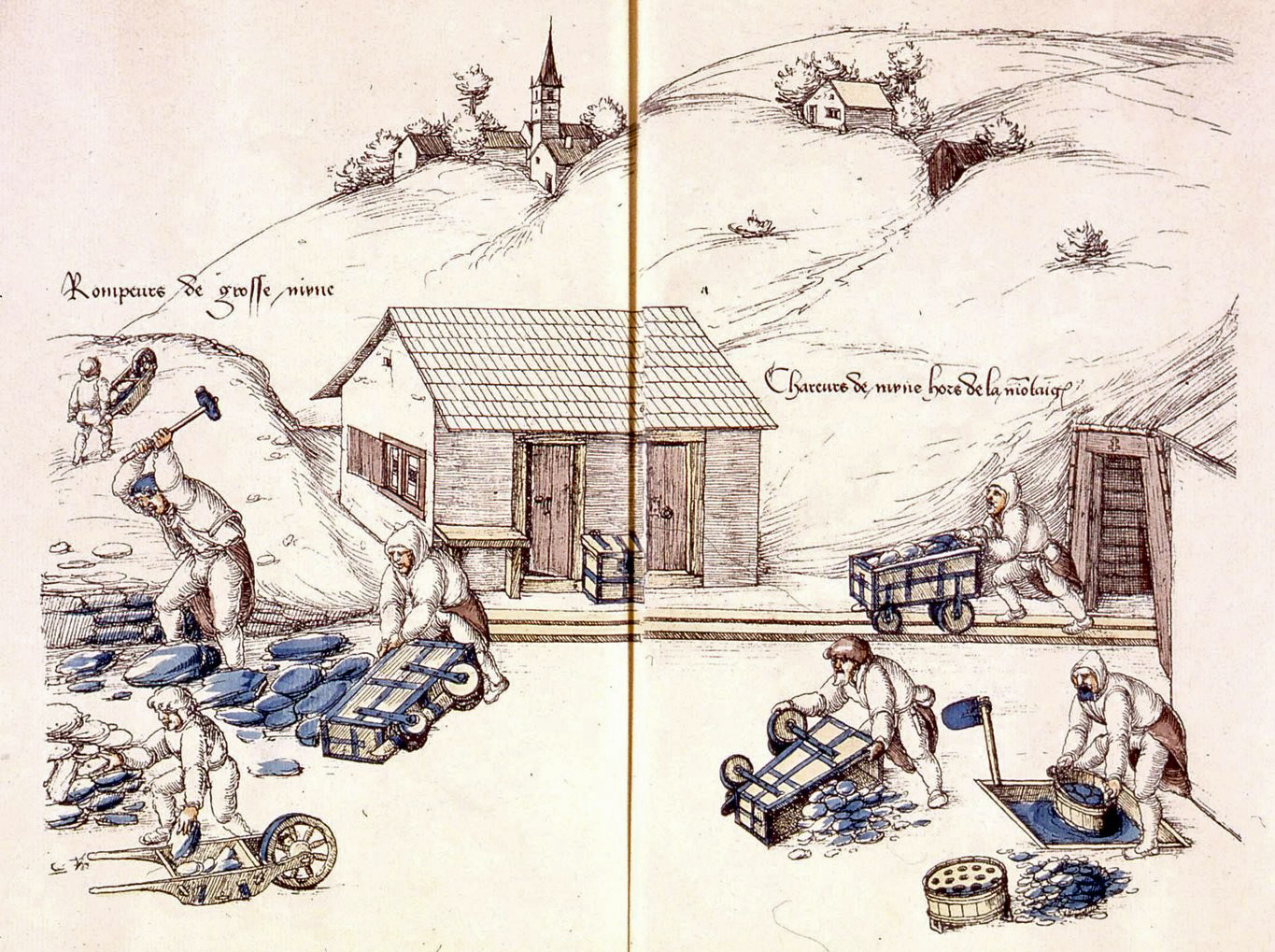
Cassage du minerai.
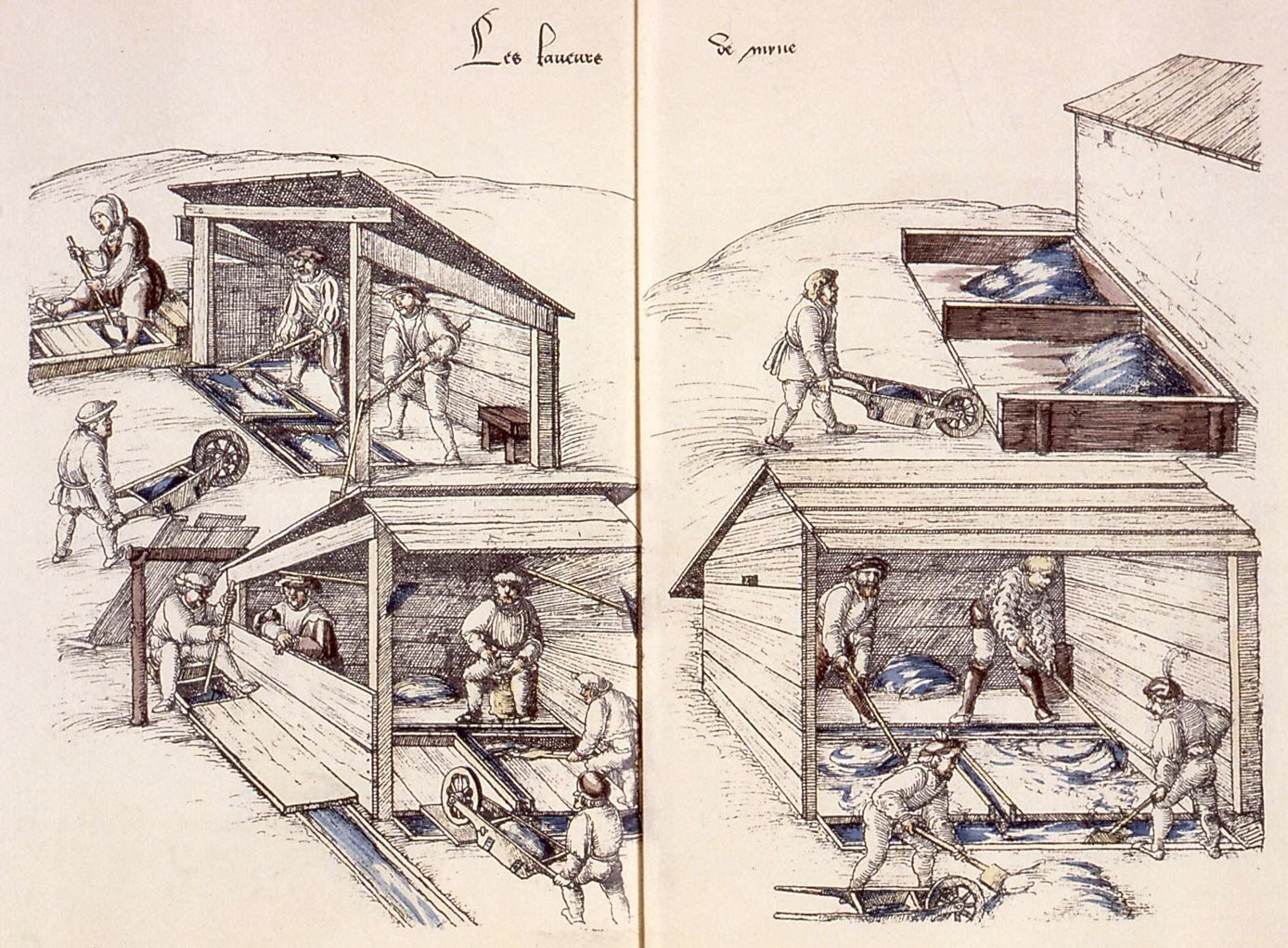
Les laveurs de mine.

## La mine Saint-Joseph
La mine Saint-Joseph, exploitation remontant au XIVe siècle.

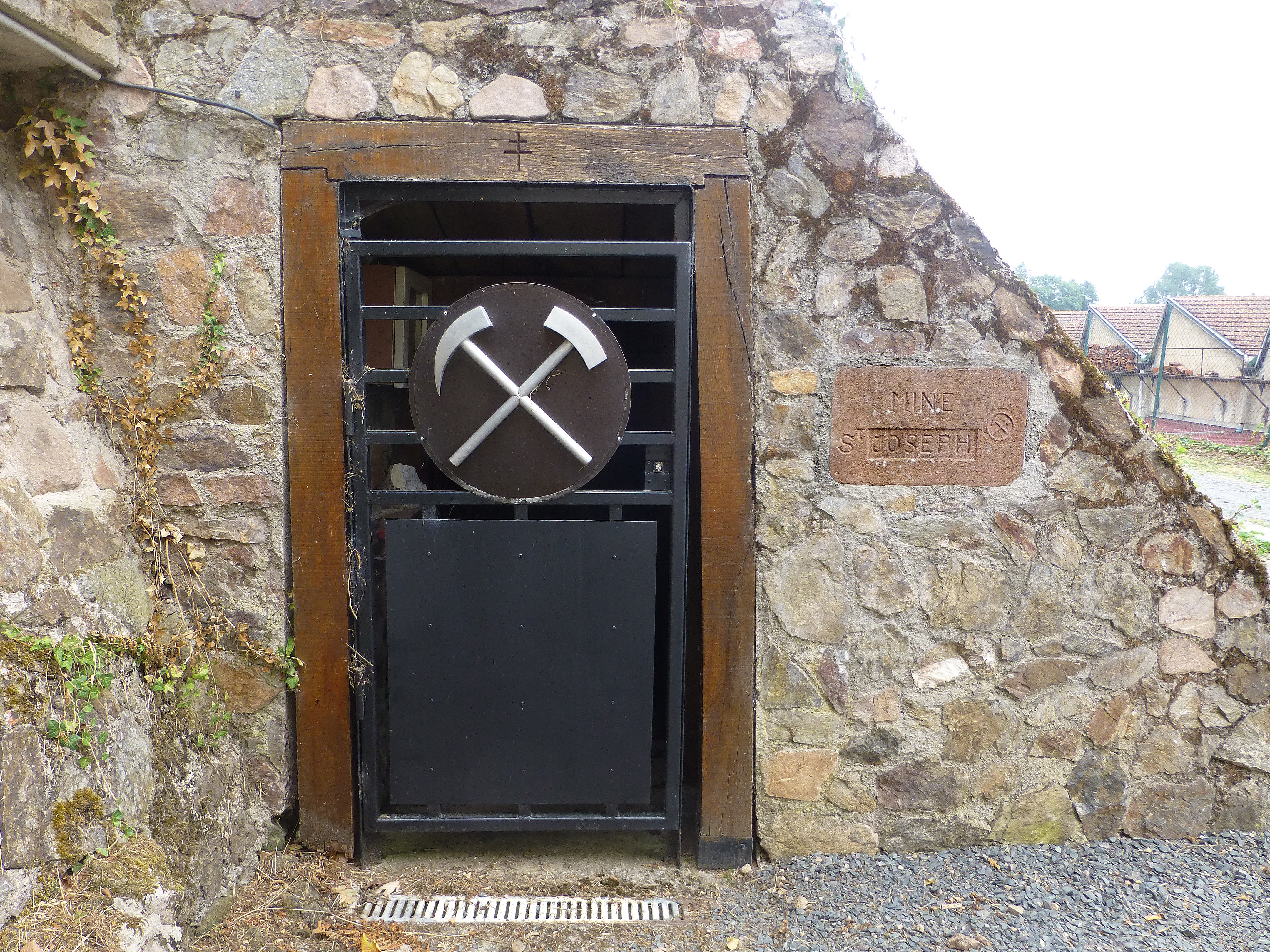
Ancienne entrée.
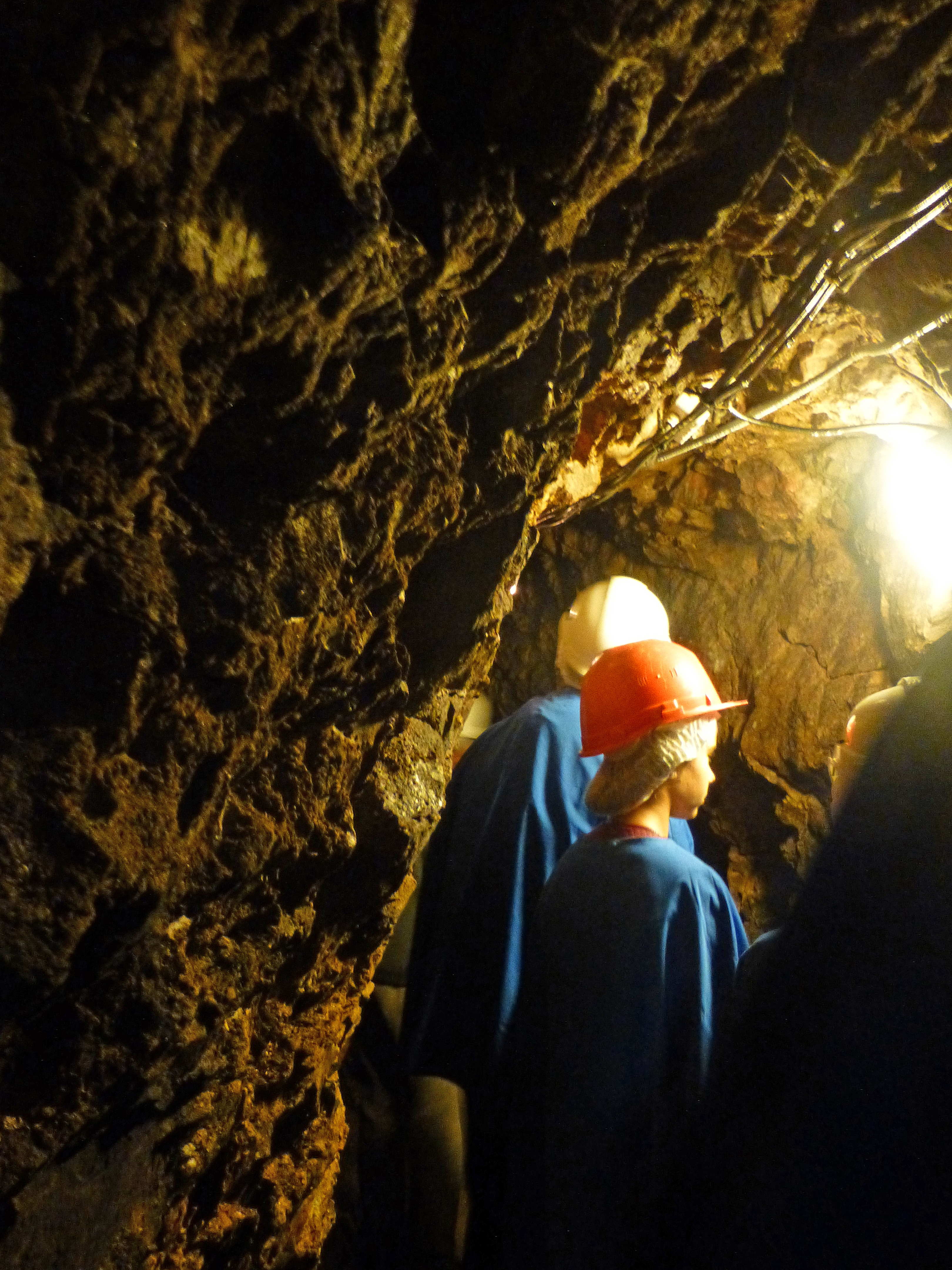
Visite de la galerie.
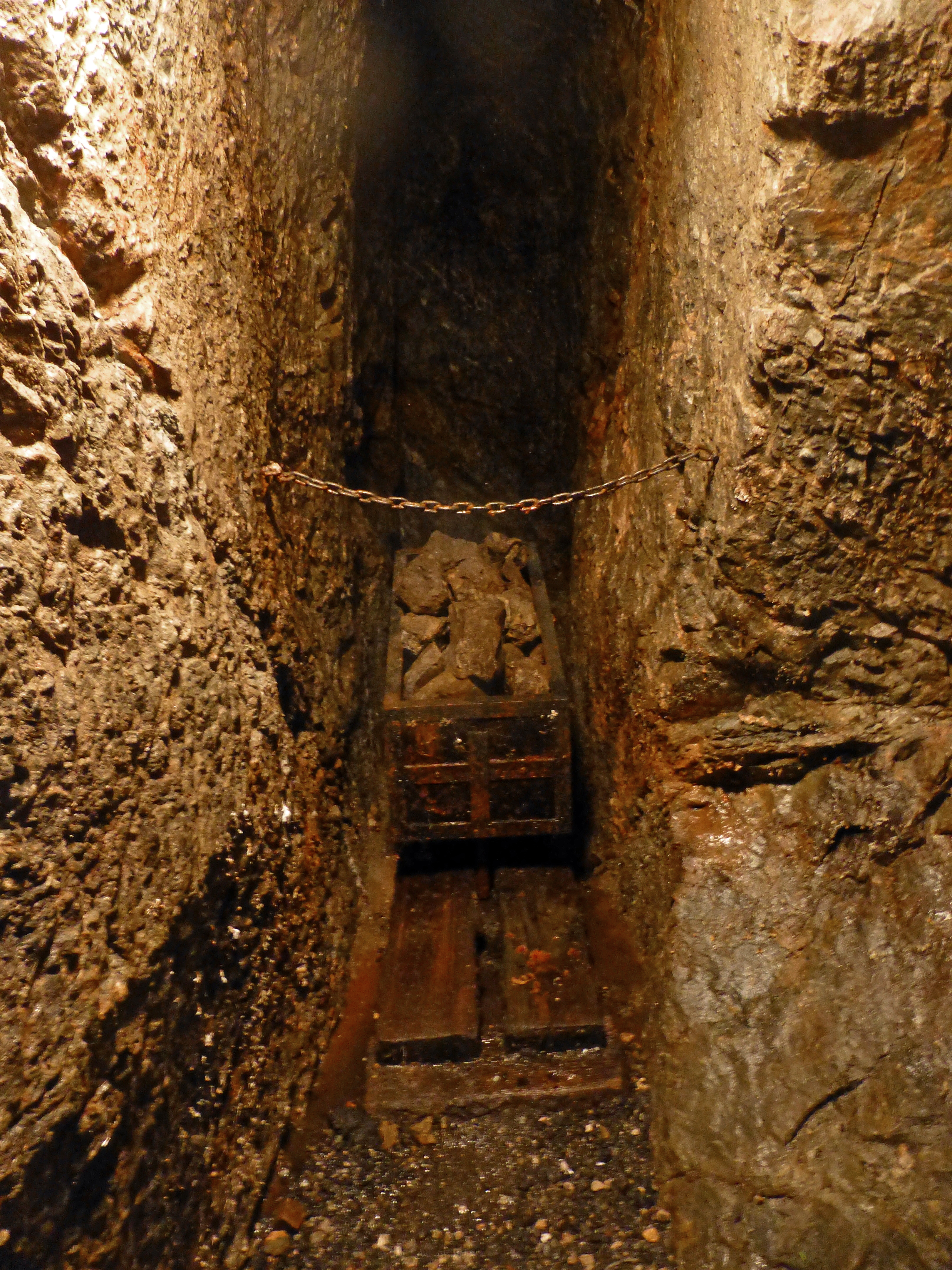
Wagonnet.
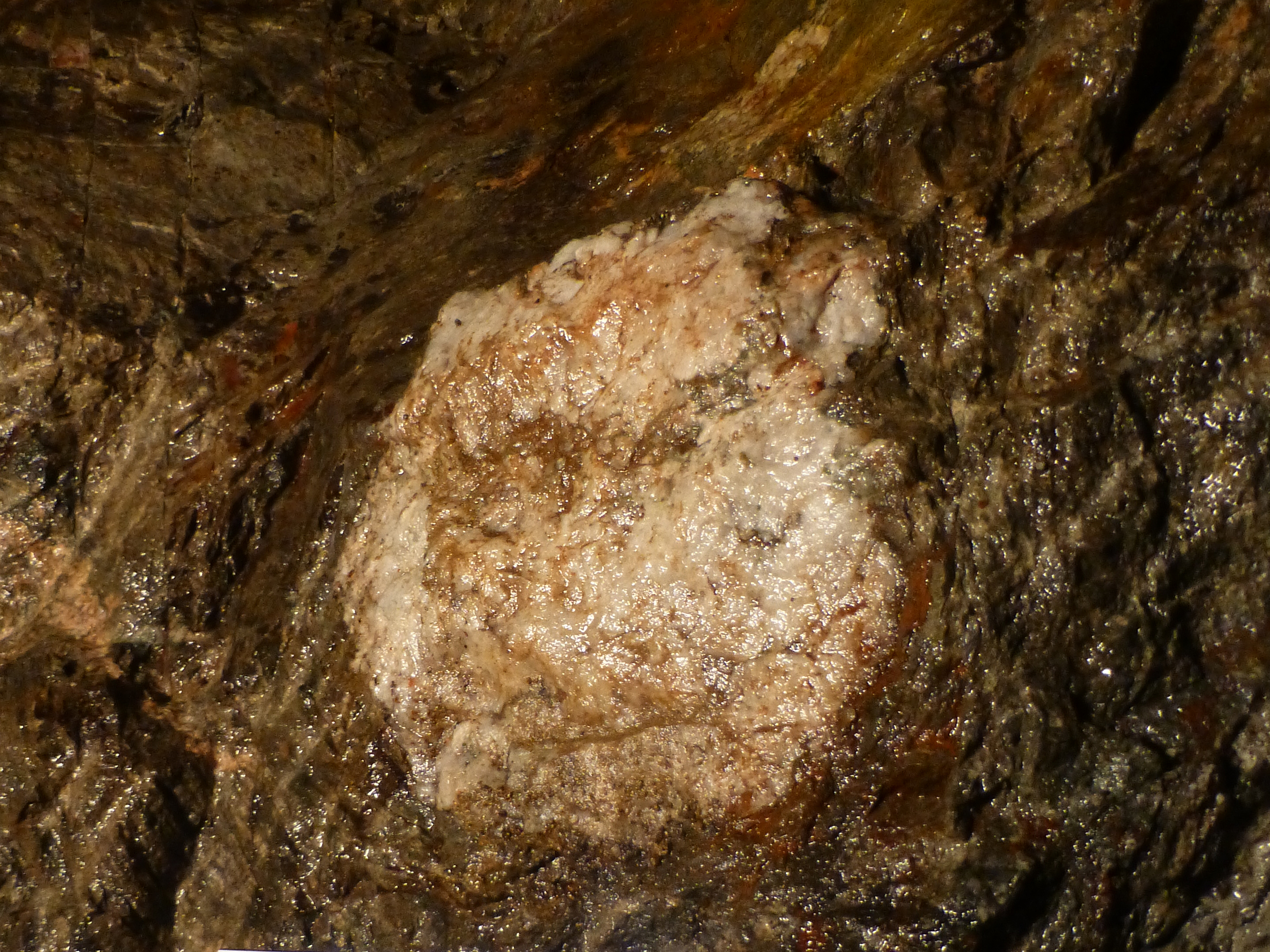
Ancienne géode en forme de rose.

## Le musée des mines de la Croix
Le musée a été inauguré le 23 juin 2012.
Le musée met en exposition des outils utilisés durant les diverses périodes d'exploitation, le travail remarquable du célèbre artiste Heinrich Gross, la reproduction du manuscrit de celui-ci, tel une bande dessinée, toutes les activités économiques et humaines autour de la mine en 1529, ainsi qu'une carte en 3D expliquant la topographie des lieux.

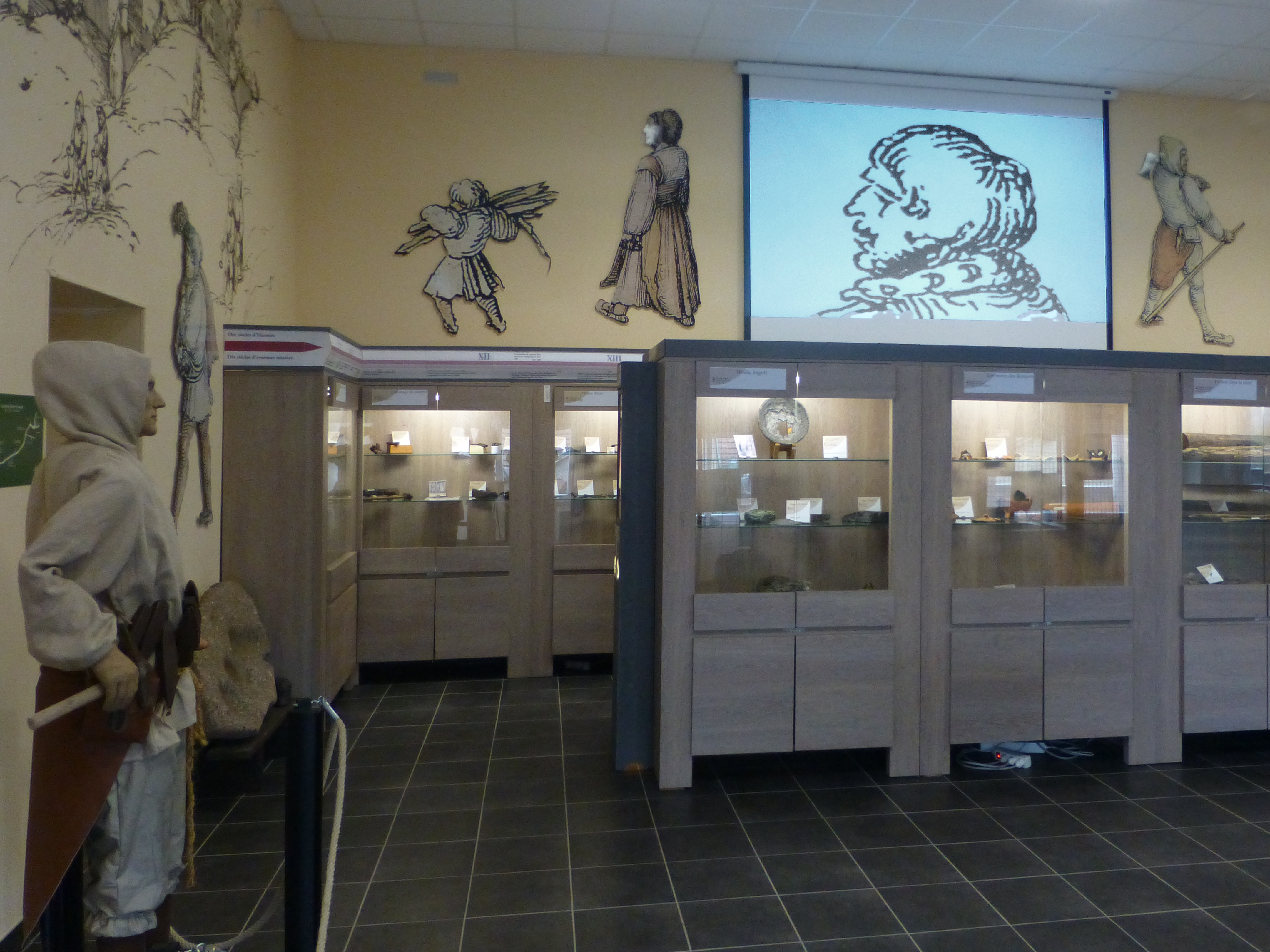
Vitrines.
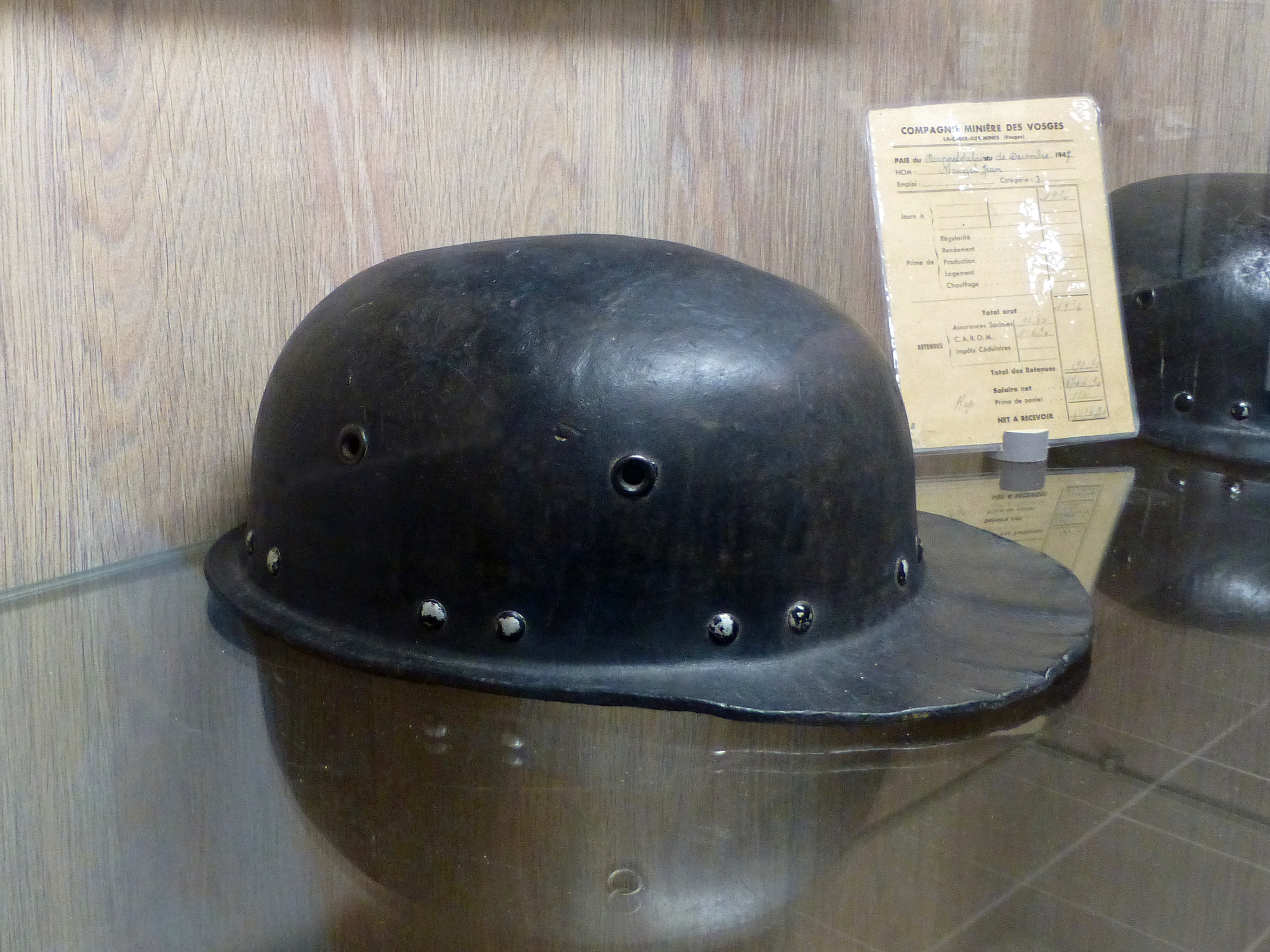
Casque de mineur.
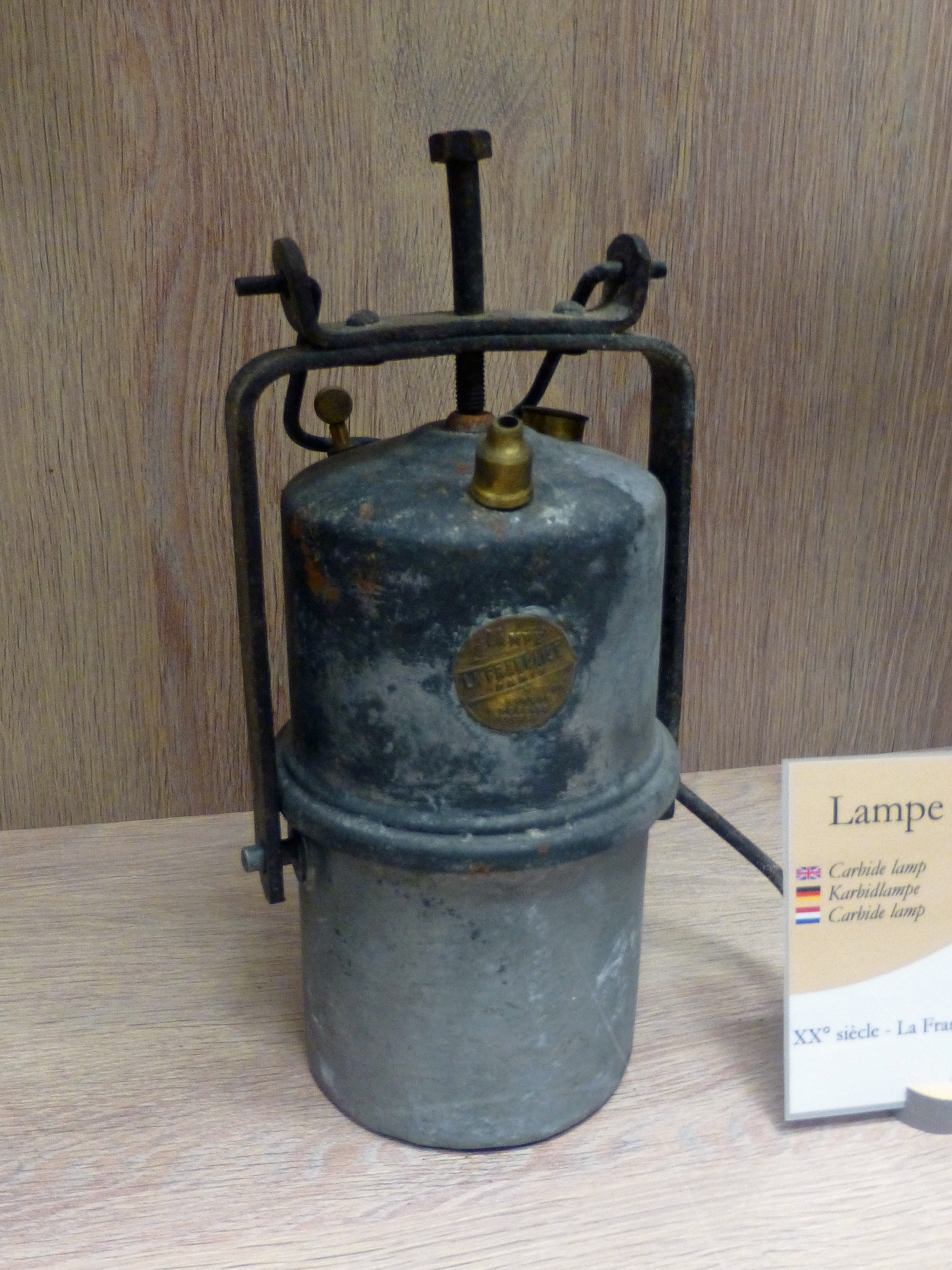
Lampe à carbure.

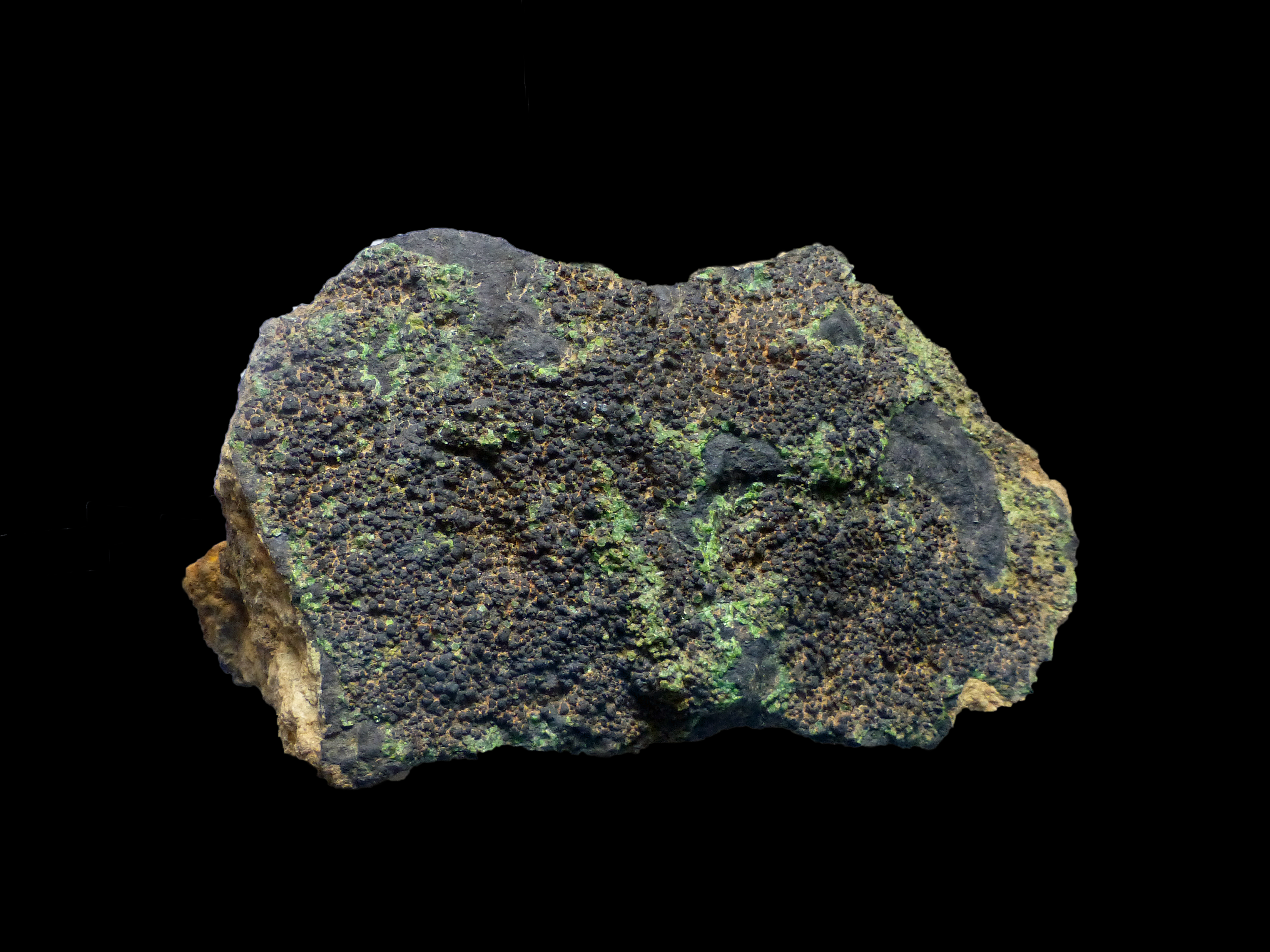
Pyromorphite.
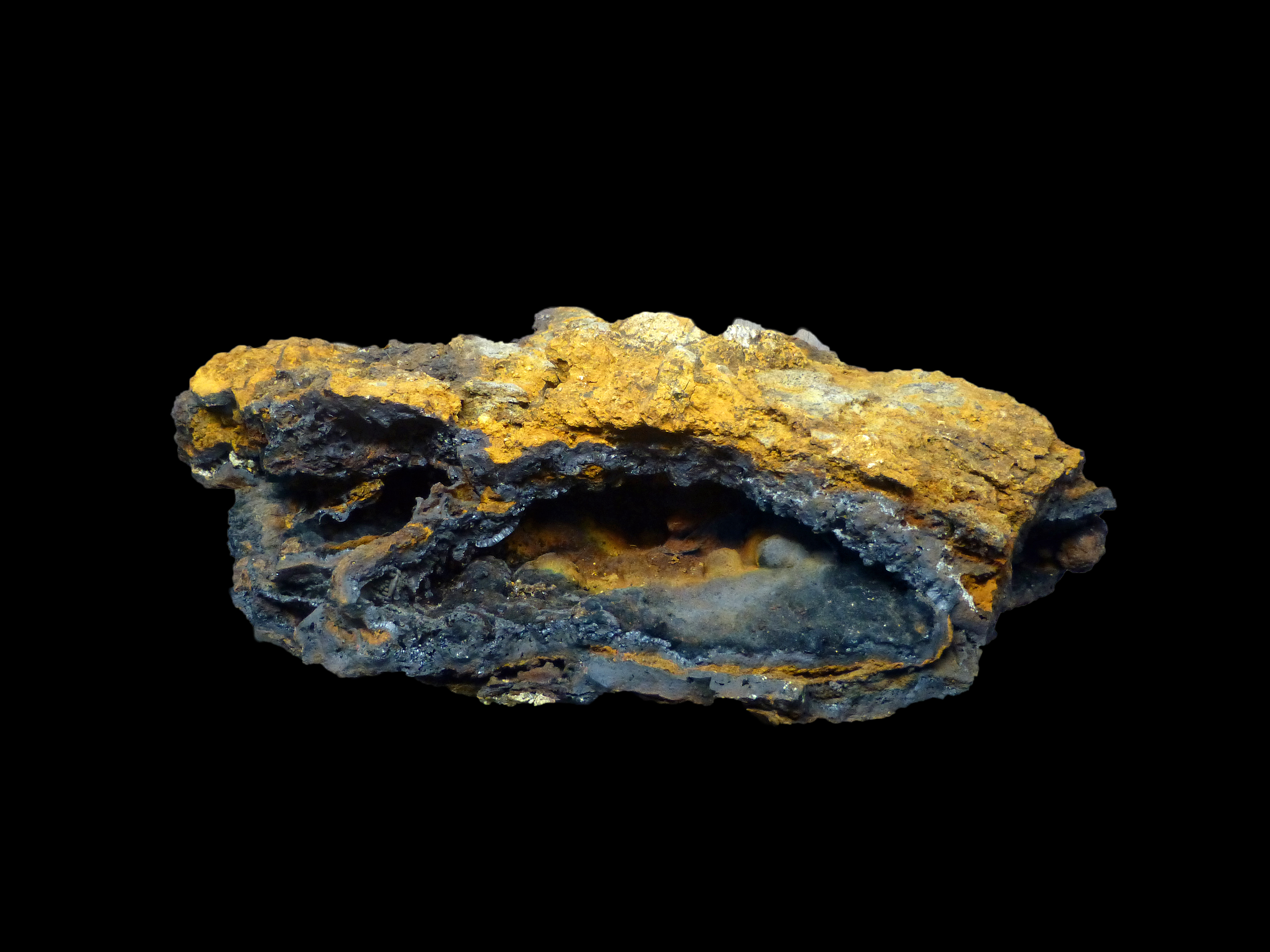
Goethite[3].
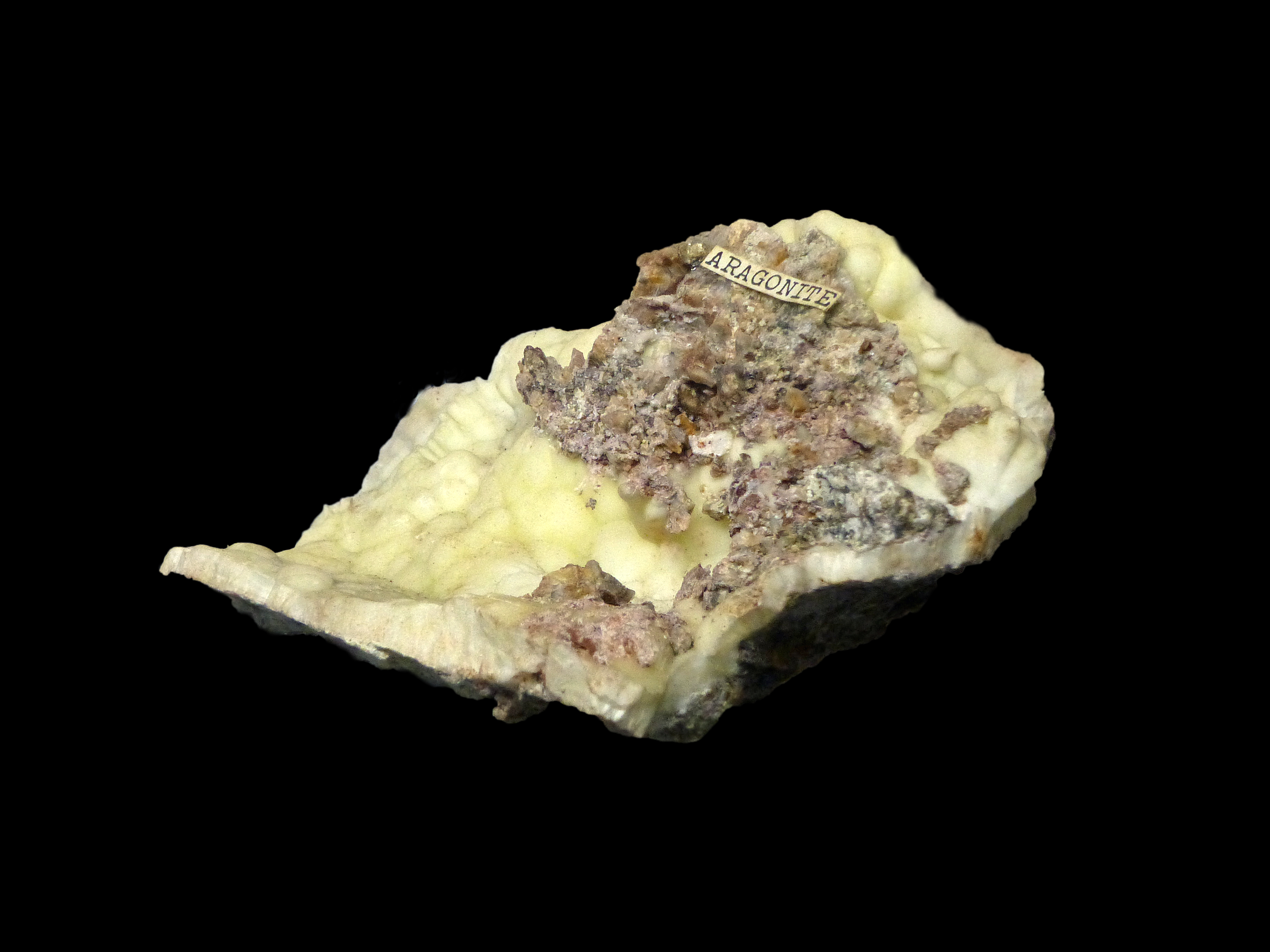
Aragonite[4].
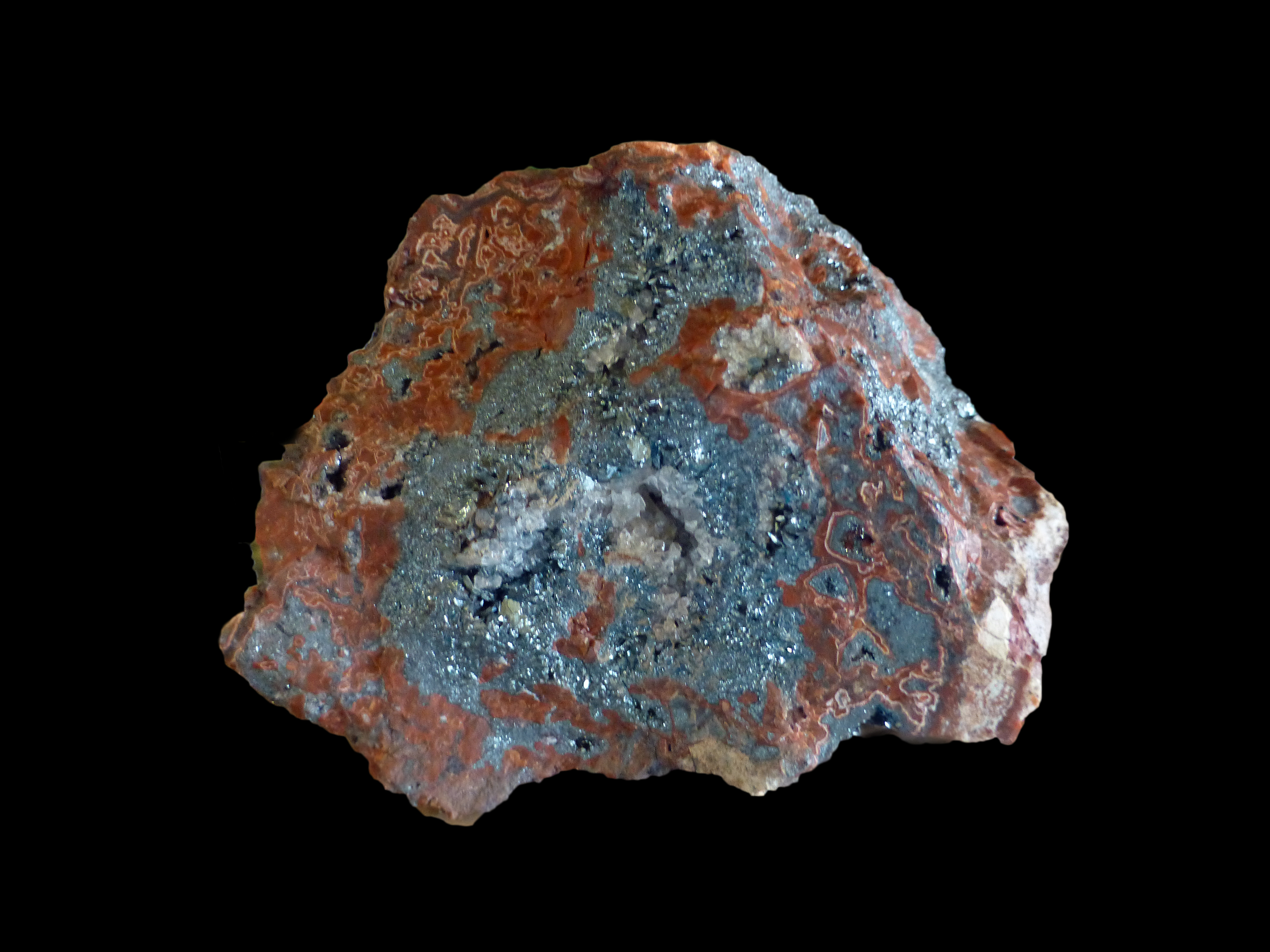
Galène argentifère.

## L'association
L'Association pour la sauvegarde des mines d'argent de la Croix (ASMAC) est une société d'histoire qui se donne pour mission la remise en valeur du patrimoine minier de la Croix-aux-Mines et organise des visites guidées.